# 牙神幻十郎
牙神 幻十郎（きばがみ げんじゅうろう）は、SNKの対戦型格闘ゲーム『サムライスピリッツ』シリーズに登場する架空の人物。

## 概要
『真サムライスピリッツ 覇王丸地獄変』（以下『真サム』と表記）より登場。金で人斬りを請け負っている剣客であり、かつての同門・覇王丸を付け狙う。以後、ほとんどのシリーズに登場している。
必殺技や演出には花札をモチーフにしたものが多い。勝利ポーズには銀のキセルを吹かすもの、杯を取り出し投げ捨てるもの、傘を差すものなどがあり、傘を差す勝利ポーズや『真サムライスピリッツ』のエンディングで姿を現す蛙は、花札における柳の20点札（柳に小野道風）に描かれている蛙をモチーフとしたものである。
もともとは覇王丸と同じく花諷院和狆に師事していたが、暗黒に近すぎたその魂を師の和狆に看破されたことで破門され、追放された。それ以後は覇王丸を憎悪するようになる。覇王丸は幻十郎が自分に殺意を抱いているのを知っていながら幻十郎共々互いに宿敵として見ている。覇王丸と出会う度に覇王丸の命を狙うが覇王丸からは親しく接しられ、その行為が逆に幻十郎の覇王丸に対する殺意を余計に増幅させる事になっているのだが覇王丸は全く気にしていない。なお、破門されてから幻十郎が斬殺した人間の数は200人を超える。
自身の幼い頃の体験の影響もあり、世の中のあらゆるものに厭世と虚無を感じている。生きることを楽しみながらも否定し、あらゆることを刹那的に楽しんだ末に「くだらぬ世の中だ」と斬り捨てる。いざ斬り合うとなれば、敵愾心と殺意を剥き出しにして刀を振るう。慈悲心というものが欠落しており、仕事の報酬を受け取ってから依頼主を殺害することもあり、冷酷そのものである。彼の心を占めているのは、枯華院にて一緒に修行していた覇王丸の存在であった。『サムライスピリッツ 斬紅郎無双剣』（以下『斬紅郎無双剣』と表記）でも、「鬼」と呼ばれし壬無月斬紅郎には大した興味は見せておらず、仕事の標的・金子を得る手立てとしてか見ていない。エンディングメッセージでも覇王丸の名を呼んでおり、「殺す」と呟いている。どれほどの金や女を手にしようとも、幾多の人間を斬殺しようとも、幻十郎の心が満たされることはない。
特技にある「千人斬り（男女問わず）」とは、すなわち「両刀」であることを表している。『サムライスピリッツ アスラ斬魔伝』（以下『アスラ斬魔伝』と表記）での羅刹側のプロフィールでは「男女を問わない好色家」と明言されている。また『Days of Memories 〜大江戸恋愛絵巻〜』のバッドエンディングでは、「幻十郎が主人公（男性）と事に及んだ」ことになるものがある。
『アスラ斬魔伝』のOVAでは、冒頭でアスラにあっという間に倒される。さらに、ゲーム『アスラ斬魔伝』のエンディングでは、覇王丸との斬り合い中に、背中の傷を1人の子供に刺される。その際に子供が叫んだ言葉から、その子供は父親を幻十郎によって殺されたようである。幻十郎は自身を刺した子供をはり倒したものの、殺しはせず、覇王丸に肩を貸されその場を去りながら静かに目を閉じる場面で幕を閉じる。
短期集中連載としてネオジオフリークに掲載された『剣客風説草紙』では『アスラ斬魔伝』のエンディング後が描かれており、最期に肩を貸していた覇王丸を突き飛ばし、彼の額に梅鶯毒を突き付けながら「敵に情けを掛けるその甘さが昔から」と覇王丸の甘さを責める言葉を言い掛けたものの、最後まで言い切ることなく力尽きるという末路を迎えている。
幻十郎の声を務めたコング桑田の演技はほぼ共通して低声の野太い声だが、『真サム』のみ高い声で覇王丸との違いを強調していた。

### キャラクターデザイン
六尺（181.8cm)という長身に鍛え上げられた体を持ち、長く伸ばした髪を後頭部で括り、上物の着物を着こなし、釣り上がった鋭い目付きと威容を備えている。背中には、母親によって付けられた（後述）大きな刀傷がある。斬り合い中は着物を脱いで袴に引っ掛けるようにし、上半身裸になることが多い。デフォルトカラーでは髪と着物はいずれも深紅。
着物の背には赤短の札が描かれている。

### 武器
銘刀・梅鶯毒
幻十郎の愛刀（以下の武器設定は主に『侍魂』におけるもの）。庵棟、華表反高く、踏ん張りがあり、中峰。豪壮にして華麗なる作風で名を馳せた鎌倉時代の刀匠・國徳が、齢百を越え、生涯最高の刀を作り上げるべく、富士山に一年もの間籠り、不眠不休で鍛えあげた、名刀にして妖刀。
一目見た者の心を激しく揺さぶり、正気を失わせるほどの魅力を持ち、最初の犠牲者は作者である國徳自身であったという。三年が経過しても一向に山を下りてくる気配を見せない國徳を心配した弟子が様子を見に向かったところ、國徳は幾千もの髑髏が転がる中、梅鶯毒を我が子のように抱え、呆けた笑みを浮かべていたという。その後も様々な凶事を引き起こしながら持ち主を転々と変えていき、妖刀として人々に恐れられた。
幻十郎は梅鶯毒を抜き身で持ち歩いているが、その理由は「すぐ人が斬れるように」からである。なお、この刀は設定上では「刀の鞘が無い」が、初期の幻十郎のイラストでは腰に刀の鞘を挿しているものも存在し、後述の『武士道烈伝』では戦闘していない時は腰に刀を差している。
| 刀銘         | 銘刀・梅鶯毒（ばいおうどく） |
| 作           | 銘 國徳                      |
| 作日         | 1206年（建永元年）           |
| 刀剣の分類   | 彎刀                         |
| 日本刀の分類 | 打刀                         |
| 刀身         | 二尺五寸                     |
| 造りこみ     | 鎬造                         |

### 武士道烈伝
ロールプレイングゲーム『真説サムライスピリッツ武士道烈伝』では主人公にしか選ぶことができず、他のキャラクターを仲間にすることができないため、「邪天降臨之章」では最後まで一人旅、「妖花慟哭之章」では強制的に仲間になる疾風の鈴音と二人旅になる。「邪天降臨之章」の京都での超奥義取得の経緯も、他のキャラクターが試練を乗り越えつつ塔の最上階へ昇り神官たちに認められるという流れであるのに対し、幻十郎の場合は神官たちを退け塔の地下に封じられた力を奪い取るという独自の演出となっている。
「邪天降臨之章」のオープニングでは、突如現れた天草四郎時貞が自分を差し置いて覇王丸を勧誘したことに激昂し戦いを挑むもあっさりと敗北し、己の力量不足を痛感すると同時に天草や覇王丸への怒りを募らせる。
「妖花慟哭之章」では、幻十郎を主人公に選ぶと疾風の鈴音と意外な関係にあったことになる。

### 客演作品での幻十郎
覇王丸のいる所には必ず現れるといった感もあるが、『SNK VS. CAPCOM SVC CHAOS』（以下『SVC CHAOS』と表記）では覇王丸のいない中で登場した。これは覇王丸のみが登場した『頂上決戦 最強ファイターズ SNK VS. CAPCOM』（SNK側が製作）や『CAPCOM VS. SNK 2 MILLIONAIRE FIGHTING 2001』（CAPCOM側が制作）との差別化であり、幻十郎が覇王丸とともに登場しなかったのは後にも先にもこの一作限りである。
『ザ・キング・オブ・ファイターズ』（以下『KOF』と表記）の登場キャラクターである八神庵とは、主人公を付け狙っていることや赤い髪などいくつかの共通点が見られる。さらに『KOF』の草薙京からは､｢アンタ見ているとむかつく奴を思い出す｣と云う趣旨の事を言われる。なお、庵は『KOF XIII』で幻十郎の台詞を使った事がある。
『SVC CHAOS』と『ネオジオバトルコロシアム』（以下『NBC』と表記）では八神庵と草薙京の他に、『餓狼伝説』のテリー・ボガードと不知火舞とキム・カッファンとギース・ハワード、『メタルスラッグ』のマーズピープル、『龍虎の拳』のリョウ・サカザキ（『NBC』では二代目Mr.カラテ）、『アテナ』のアテナ姫とも共演している（キムとマーズピープルとアテナ姫以外はCAPCOMとのクロスオーバー皆勤である）。ちなみに「幻十郎と『餓狼伝説スペシャル』の頃のギースの風貌が似ている」という反応があったが、SNKは「両者との間に特別な関係は無い」と述べている。

### 生い立ち
幻十郎は、いつでも人を斬れるように抜き身のまま刀を持ち歩く、世のあらゆるものに対して殺意と怨恨を剥き出しにして斬り捨てることがあるなど、歪んだ人格の持ち主である。これは幼少時の体験によるところが大きい。

#### 幼少期
幻十郎の父親の素性は不明。すでに彼のもとにはいなかった。母親は精神が不安定であり、幼少時の幻十郎に対しても「お前の父親は城の殿様だ」と優しく接することがあるかと思えば、「罪人の子、人殺しの子」と酷く罵ることもあったため、幻十郎は父親の素性を知らず、また知ろうとする気も失せた。母は見知らぬ男を自宅に連れ込んでは性行為に及んでいたが、これは体を売って生計を立てるためでもあった。行為の前に幻十郎にわずかな金を渡して家から出し、終わるまで帰ってこないよう命令していた。
ある時、一人の浪人が幻十郎の母親の内縁の夫となったが、この浪人は幻十郎に辛く当たった。母親も幻十郎を庇うことはなく、この時に幻十郎は浪人への殺意を抱いた。

#### 母の殺害
ある日、帰宅したところで母親と浪人の性行為の現場に出くわした幻十郎は、性交中で忘我にあった母親の「助けておくれ。母さんはこの男に殺されちまうよ」の言葉が引き金となり、部屋の隅に置いてあった浪人の太刀を使って浪人の二の腕を斬り落とした。幻十郎は太刀を放り出してその場を去ろうとするが、我に返った母親に背中から斬り付けられ、さらには「さっさと殺してしまえばよかった、お前のせいであたしは不幸だった」と言い放たれた。これによって怒りが爆発した幻十郎は母親とまだ息のあった浪人をその場で全身が刀傷に塗れるまでに斬り続けて嬲り殺した。
この時の背中の傷は消えることなく幻十郎の背に残り、この時の体験が幻十郎の精神に歪みを残している。
なお、幻十郎の背中の傷は左肩から右脇腹についている。これは普通の剣士との斬り合いでは付かない傷であり、剣の素人の母親に斬られたことを傷痕からも伺うことができる。

## 技の解説

### 投げ技
不動鬼返し
相手の体を片手で持ち上げてから反対側の地面に叩き付ける。『真サム』での幻十郎の投げ技は、武器の有無・斬撃ボタンか蹴り技ボタンかで変化することはなく、通常投げはいずれもこの技のみとなっている。
桐覇 二段蹴り
『真サム』にて、アースクェイクおよび黒子に対して通常投げのコマンドを入力すると発動する専用の組み技。ジャンプ強蹴りと同じモーションの蹴り技から立ち強蹴りにつなげる2段攻撃を決める。

### 必殺技
桐覇 光翼刃（とうは こうよくじん）
飛び上がりながら刀を振り上げる対空技。刀の軌跡には浮世絵の花魁の姿が映っているが、初登場の『真サム』では鳥（桐の20点札である「桐に鳳凰」に描かれている鳳凰）の姿であった。
『斬紅郎無双剣』までは対空迎撃技としての性能はまるで皆無であったが、『サムライスピリッツ 天草降臨』（以下『天草降臨』と表記）以降は対空技として非常に有用な性能になった。『SAMURAI SPIRITS』初期では非常に強力な攻撃判定を持っており、隙こそ大きいが振っていれば大抵の攻撃を潰せるという凶悪な仕様であった。後に修正が入って弱体化されるも強さは健在である。なお同作では怒りMAX状態の時に放つと空中で更に光翼刃で攻撃した後に下に向かって叩き斬るモーションに変化し、セリフも変わる。
桜華斬（おうかざん）
刀を振り上げて、花札型の飛び道具を飛ばす。「桜」の札がモチーフ。ヒット・ガードを問わず相手に接触した時点で絵柄が浮かび上がり、弱がカス札、中が5点札（「桜に赤短」）、強が20点札（「桜に幕」）となる。
裏桜華・菖蒲（うらおうか あやめ）
剣質「羅刹」限定の技で、『斬紅郎無双剣』にて初登場。コマンド入力時に斬ボタンを押し続けると、弾が相手にガードされると同時に跳ね上がって時間差で落ちてくる。落ちてきた弾はしゃがみガード不能となっている。「菖蒲」の札がモチーフ。通常時はヒット・ガードを問わず相手に接触した時点、斬ボタン長押しの場合は跳ね上がった札の落下時に絵柄が浮かび上がり、弱がカス札、中が5点札（「菖蒲に短冊」）、強が10点札（「菖蒲に八橋」）となる。
修羅と羅刹の剣質選択のない『サムライスピリッツ零』（以下『零』と表記）以降も使えるが、札の模様がガード時もしくは跳ね上がった札のヒット時は「菖蒲」、初撃のヒット時は「桜」になり、実質的に「桜華斬」と統合された形になっている。また、『NBC』では超必殺技「桜華斬・菖蒲」として使える（この場合ヒットしても跳ね上がり、ボタンを押し続ける必要も無い）。
三連殺（さんれんさつ）（三連殺・牙（いの）、三連殺・角（しか）、三連殺・燐（ちょう））
「猪鹿蝶」の役をモチーフにした、三連斬りを繰り出す連続入力技。
ボタンの強弱により、相手とすれ違いつつ斬ってガード方向を左右逆にできる。ガード方向を上下ではなく左右に惑わすもので、技の攻撃判定は見た目以上に左右に大きく伸びている。
三空殺（さんくうさつ）
「羅刹」の技で、相手を浮かしながら三連斬りを決める。「松桐坊主」をモチーフとした技。『斬紅郎無双剣』では弱・中・強の区別がない。発生の早さと威力の高さに優れている。
雫刃（しずくじん）
『斬紅郎無双剣』にて追加されたコマンド投げ。「修羅」専用の技で、「月見酒」をモチーフとしている。相手を捕まえて片腕で真上に放り上げたあとに垂直に飛び上がり、上から刀を振り下ろして相手を地面に叩きつける。
『零』『サムライスピリッツ零SPECIAL』（以下『零SP』と表記）でも使用できる。
百鬼殺（ひゃっきさつ）
「羅刹」の技。前進しながら刀を振り回し、喰らった相手を引っ掴んで刀で突き刺してから蹴り飛ばす。「柳」の札がモチーフ。攻撃時には「柳」のカス札が浮かび上がる。
これもやはり『零』以降も使える。
紅 （くれない）/ 紫暮（しぐれ）
上段から刀を振りかぶり、下ろし斬りの動作で前方に花札を出現させる。「修羅」では「赤短」をモチーフとした「紅」、「羅刹」では「青短」をモチーフとした「紫暮」となる。「紅」は『斬紅郎無双剣』と『天草降臨』のみでの技だが、「紫暮」は『侍魂』でも導入されている。
絵柄は、「紅」の場合弱が「松に赤短」、中が「梅に赤短」、強が「桜に赤短」。「紫暮」の場合弱が「牡丹に青短」、中が「菊に青短」、強が「紅葉に青短」となる。
振り下ろす刀に判定はなく、実体化した花札部分にのみ攻撃判定が出る。技の途中で潰されても攻撃判定が出るという特徴がある。花札は幻十郎よりずっと前方に出現するので、相手の設置型飛び道具などを越えての攻撃も可能。しかし技の隙が大きく、暴発もしやすいという欠点を持つ。
牙神突（がしんとつ）
『侍魂』における「羅刹」の技で、ガード不能の突き。『SVC CHAOS』や『NBC』でも導入されている。
月華斬（げっかざん）
『SVC CHAOS』で追加された技で、二段斬りから「桐覇 光翼刃」の動作で打ち上げる打撃投げ。
『NBC』では、通常の投げ技と同様に相手を掴んでから行う。
酒振舞（さけふるまい）
『サムライスピリッツ 天下一剣客伝』（以下『天下一剣客伝』と表記）での新技。踏み込んでの下段斬りから斬り上げる浮かせ技で、「花見酒」をモチーフとしている。

### 武器飛ばし技など
五光斬（ごこうざん）
「五光」の役がモチーフの武器破壊技（武器飛ばし技）。「桐覇 光翼刃」と同じ動作で相手を打ち上げ、そのまま追って飛び上がり、空中で五連斬りを決める。バージョンによっては名前が五光斬でありながら、動作が後述の「裏五光」であるものも存在する。
ガードされたり空振った場合、光札に対応した五枚のカス札（松、桜、芒、雨、桐）が飛び散る。
裏五光（うらごこう）
「五光斬」の「羅刹」バージョン。修羅との違いは、徐々に上昇しながら五連斬りを決める点である。『斬紅郎無双剣』では、最初に相手を斬り上げる攻撃が空振りした時のモーションが全身無敵状態となっている（「修羅」の「五光斬」ではこのようなことは無い）。
『零』以降は一度削除されたが、『SVC CHAOS』ではこちらが超必殺技になっている。また、『NBC』ではこれと「五光斬」の両方が使える。『SAMURAI SPIRITS』では秘奥義となり、【裏・五光斬】に名称が変更されている。
役縛り（やくしばり）
『アスラ斬魔伝』の「羅刹」の秘奥義で、相手の動きを封じる「桜華斬」を飛ばす。
札死舞（ふだじまい）
『零SP』での絶命奥義。「三連殺」から「裏五光」に繋ぐ。
桐覇 光翼刃・鬼面割り（きめんわり）
『天下一剣客伝』での秘奥義。「光翼刃」から、さらに空中でもう1度「光翼刃」を繰り出して、とどめに斬り下ろす。
『天草降臨』での怒り中版「光翼刃」も同様の動作（この場合、「闇覇 連翼刃」という名前になっている）。
怒り爆発（いかりばくはつ）
『SVC CHAOS』のEXCEED（『NBC』でも使用）。『天草降臨』などのシステム「怒り爆発」を再現したものだが、攻撃を喰らっている間に出すことはできない。
一閃（いっせん）
『SVC CHAOS』版の怒り爆発中に出せる技で、これも『天草降臨』などでの「一閃」を再現したもの。『NBC』では覇王丸とのアナザーダブルアサルトとなっている。

## キャスト
- コング桑田（以下を除く全てのゲーム作品）
- 大川透（『天下一剣客伝』）
- 大塚明夫（ドラマCD）
- 乃村健次（パチスロ『サムライスピリッツ鬼』）

## 関連人物
- 覇王丸 - 元・同門、宿敵
- 花諷院和狆 - 元・師匠
- 不知火幻庵 - 羅将神ミヅキの手下仲間（『真』『斬紅郎無双剣』『天草降臨』）
- アースクェイク - 羅将神ミヅキの手下仲間（『真』『斬紅郎無双剣』『天草降臨』）
- 羅将神ミヅキ - 羅将神ミヅキに手下として目を付けられたが幻十郎は『真』終盤で裏切った（『真』『斬紅郎無双剣』『天草降臨』）
- 蛙 - 懐かれる
- 萬三九六 - 兇國日輪守我旺を殺害する為に利用されそうになる